# Medecticus
Medecticus is een geslacht van rechtvleugeligen uit de familie sabelsprinkhanen (Tettigoniidae). De wetenschappelijke naam van dit geslacht is voor het eerst geldig gepubliceerd in 1912 door Uvarov.

## Soorten
Het geslacht Medecticus omvat de volgende soorten:
- Medecticus assimilis Fieber, 1853
- Medecticus goliath Uvarov, 1923